# Acanthaeschna victoria
Acanthaeschna victoria é uma espécie de libelinha da família Aeshnidae.
É endémica da Austrália.
Os seus habitats naturais são: marismas intertidais.
Está ameaçada por perda de habitat.